# Quercus motuoensis
Quercus motuoensis là một loài thực vật có hoa trong họ Cử. Loài này được C.C.Huang miêu tả khoa học đầu tiên năm 1992.

## Hình ảnh